# Talara rugipennis
Talara rugipennis är en fjärilsart som beskrevs av William Schaus 1905. Talara rugipennis ingår i släktet Talara och familjen björnspinnare. Inga underarter finns listade i Catalogue of Life.